# Szafuza (kanton)
Szafuza (niem. Schaffhausen; gsw. Schafuuse, Schaffuuse, Schafhuuse, Schaffhuuse; fr. Schaffhouse; wł. Sciaffusa; rm. Schaffusa) – kanton w północnej Szwajcarii. Jego stolicą jest miasto  Szafuza (Schaffhausen). Językiem urzędowym kantonu jest język niemiecki.

## Geografia

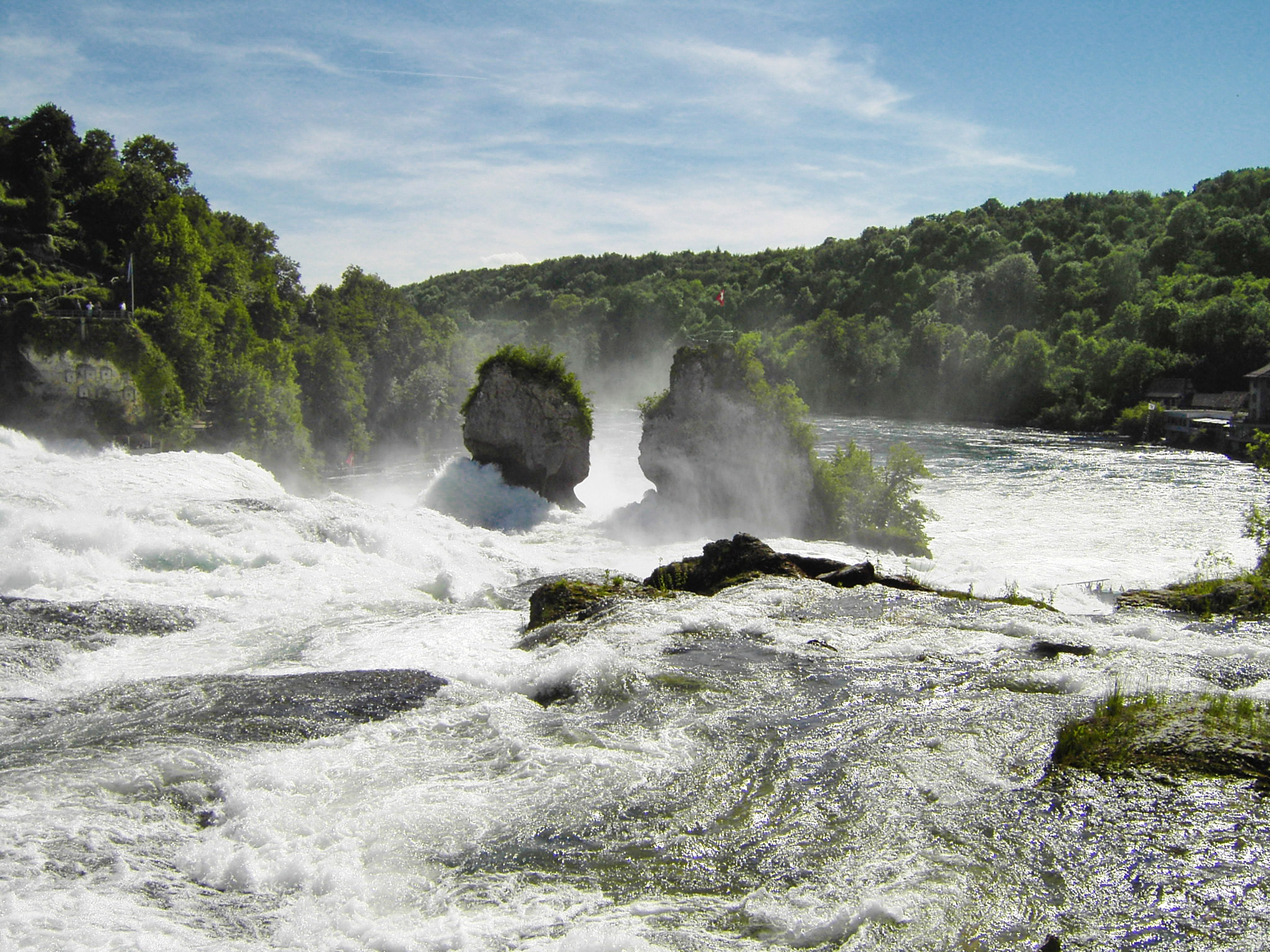
Wodospad Rheinfall

Kanton Szafuza jest najbardziej na północ wysuniętą częścią Szwajcarii. Poza fragmentem miasteczka Stein am Rhein i fragmentem nabrzeża przy elektrowni wodnej w Szafuzie leży na prawym brzegu Renu i jest otoczony głównie przez terytorium Niemiec (kraj związkowy Badenia-Wirtembergia). Kanton jest jednym z mniejszych w Szwajcarii zarówno pod względem powierzchni (298,42 km², 7. od końca), jak i ludności (ok. 84 tys. mieszkańców, 8. od końca). Długość granic kantonu wynosi 185,4 km, w tym 151,8 km z Niemcami, 23,2 km z kantonem Zurych i 10,4 km z kantonem Turgowia. Dodatkowo w środkowej części kantonu, nad Renem znajduje się niemiecka eksklawa – Büsingen am Hochrhein.
Kanton składa się z trzech części – największej, środkowej (Mittlerer Kantonsteil), na terenie której leży stolica i największe miasto kantonu Szafuza, położonej na wschód eksklawy określanej mianem „górnej części” (Oberer Kantonsteil) położonej u wypływu Renu z Jeziora Bodeńskiego, na terenie której leży miasteczko Stein am Rhein i położonej na południe najmniejszej „dolnej części” (Unterer Kantonsteil).
Mający charakter wyżyny i gór niskich zalesiony masyw Randen będący wysuniętą na wschód częścią gór Jura dominuje w krajobrazie regionu. We wschodniej części kantonu znajduje się wysoczyzna Reiat, zaś w południowej fragment równiny Klettgau. Najniższy punkt kantonu znajduje się nad Renem w miejscowości Buchberg (344 m n.p.m.), zaś najwyższym jest Merishausen wyniesiony 912 m n.p.m. na którym znajduje się wieża widokowa Hagenturm.
Kanton rozciąga się wzdłuż prawego brzegu górnego Renu od jego wypływu z Jeziora Bodeńskiego. W jego ciągu, na granicy z kantonem Zurych znajduje się największy w Europie wodospad Rheinfall. Przez region przepływa kilka niewielkich dopływów Renu, z których największym jest Wutach. Na Renie znajdują się dwie elektrownie wodne (w Szafuzie i Neuhausen am Rheinfall).

## Demografia
26,1% mieszkańców kantonu stanowią obcokrajowcy, głównie z sąsiednich Niemiec oraz Bałkanów. Połowa ludności należy do kościoła reformowanego, ponad 24% stanowią katolicy, 6% muzułmanie, niecałe 7% inne religie, a blisko 13% bezwyznaniowcy.
Niemiecki używany w kantonie należy do dialektów górnoalemańskich.

## Klimat
Klimat kantonu jest umiarkowany, cechuje się wpływami pobliskich masywów alpejskich, Schwarzwaldu i Jury. Średni roczny opad wynosi 863 mm, a nasłonecznienie wynosi 1 345 godzin/rok. Dobre warunki geograficzne (wystawione na południe stoki) i klimatyczne sprawiły, że jest to drugi pod względem wielkości obszar winiarski niemieckojęzycznej części Szwajcarii.

## Historia

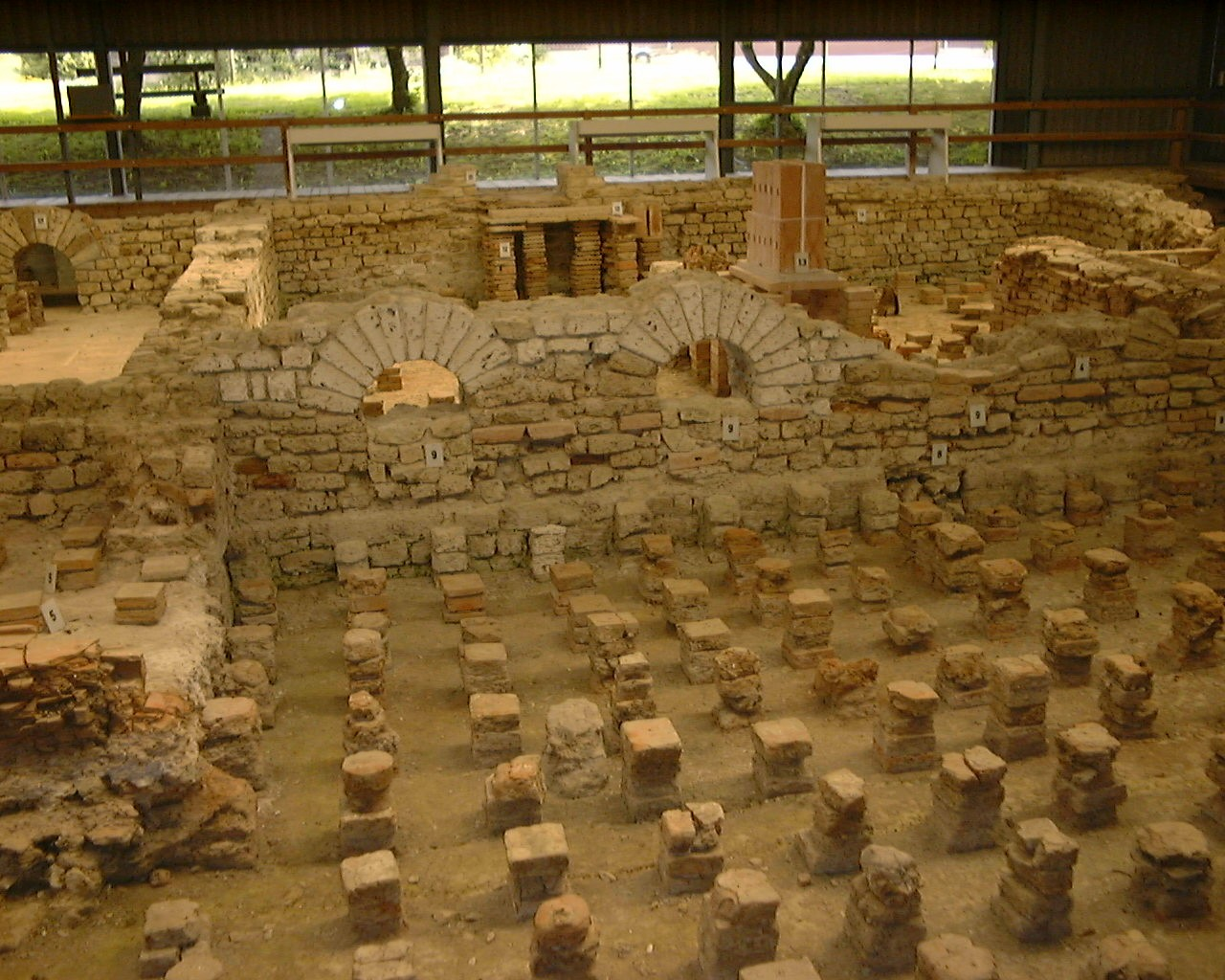
Termy Iuliomagus z I w. n.e.

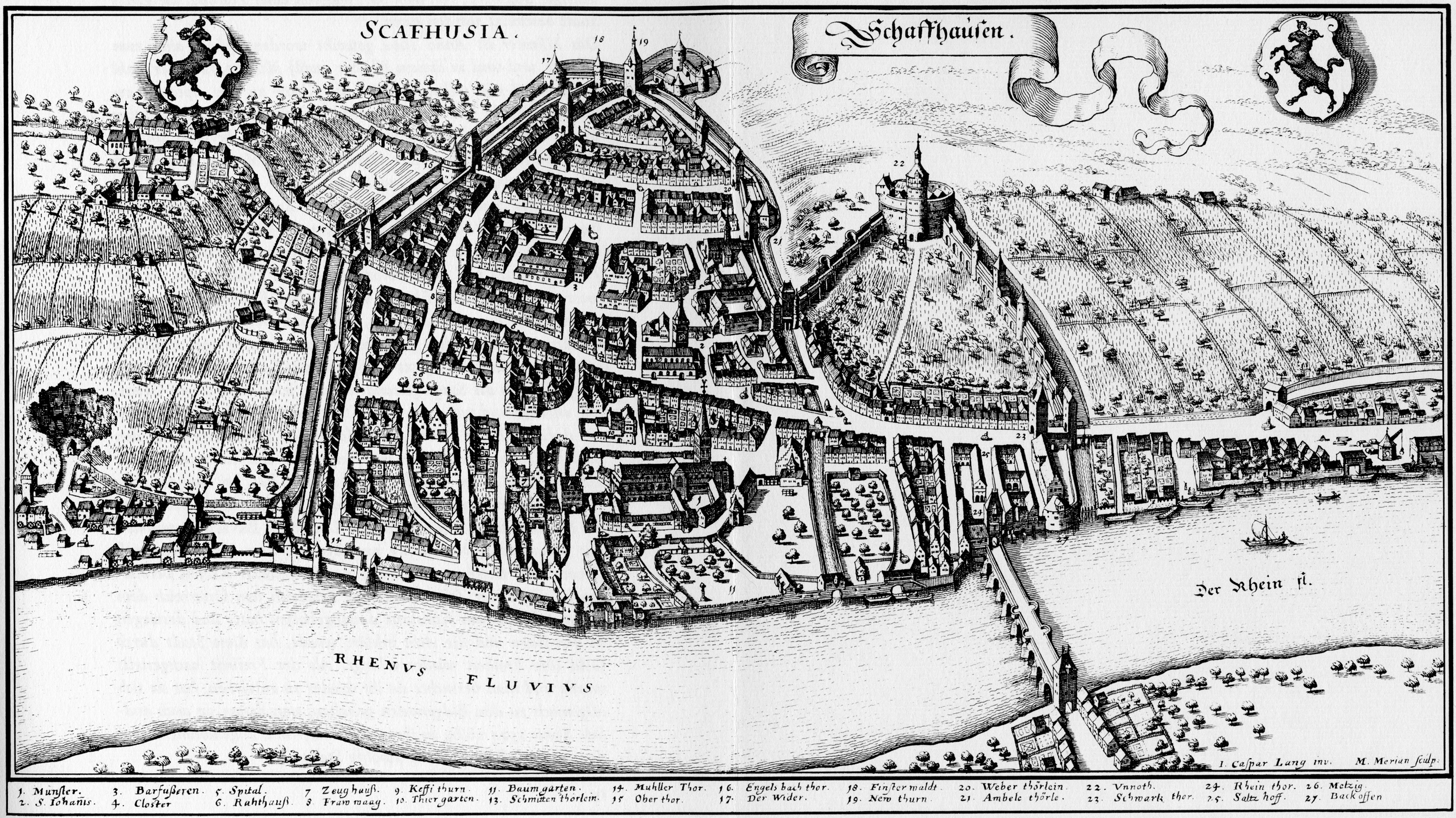
Kanton Szafuza w 1642 r.

Najstarsze ślady osadnictwa sprzed 10 tysięcy lat znajdują się w jaskini Kesslerloch w miejscowości Thayngen. Na terenie tej samej miejscowości w miejscu zwanym Weier (obecnie kulturowy rezerwat przyrody) znaleziono mające około 6 tys. lat pozostałości osady zbudowanej z palafitów. Wraz z 110 innymi miejscami z obszaru alpejskiego zostały one wpisane w 2011 r. na listę światowego dziedzictwa kultury i sztuki UNESCO, a efekty prac archeologów można oglądać w muzeum w dawnym klasztorze Wszystkich Świętych w Szafuzie (Museum zu Allerheiligen).
Zamieszkałe przez plemiona celtyckie ziemie podbili w I w. p.n.e. Rzymianie, zakładając osadę Iuliomagus. Około 600 r.n.e. w okolicy Szafuzy osiedlili się germańscy Alamanowie, których najstarsze osiedle znajdowało się na terenie dzisiejszej miejscowości Berslingen.
Do 1522 r. niewielkie państewko ustaliło granice swojego terytorium zbliżone do współczesnego, głównie na zasadzie wykupów ziemi. W 1529 r. rada miejska przegłosowała przejście na protestantyzm za namową proboszcza Sebastiana Hofmeistra. Istniejące klasztory zlikwidowano, a ziemię kościelną przejęto.
W trakcie wojny trzydziestoletniej przez terytorium kantonu przechodziły wojska bawarskie i szwedzkie. W czasie wojen napoleońskich Szafuza wchodziła w skład Republiki Helweckiej (1798-1803) oraz drugiej konfederacji (tzw. okres mediacji Napoleona 1803-14). Wówczas nastąpiła najważniejsza zmiana granic kantonu, w ramach której m.in. przejęto od Zurychu miasteczko Stein am Rhein. W 1839 r. przeprowadzono drobną korektę granicy z Wielkim Księstwem Badenii opierając ją na rzece Wutach. Wraz z założeniem w dolinie Merishausertal odlewni przez Johanna Conrada Fischera rozpoczął się okres industrializacji na terenie kantonu. W trakcie szwajcarskiej wojny domowej w 1847 r. Szafuza poparła zwycięskie wojska liberałów (konfederatów). W 1857 r. powstało pierwsze połączenie kolejowe do Winterthuru (Rheinfallbahn), po którym powstały kolejne, w tym do Niemiec.
Szwajcaria w obu wojnach światowych pozostała neutralna, jednak granicę kontrolowały wzmocnione jednostki armii szwajcarskiej. W wyniku błędu nawigacyjnego 1 kwietnia 1944 r. lotnictwo amerykańskie omyłkowo zbombardowało Szafuzę zabijając 40, a raniąc 271 ludzi. W ramach odszkodowania Stany Zjednoczone zapłaciły 40 milionów franków szwajcarskich.
W drugiej połowie XX wieku kanton rozwijał się pomyślnie co zaowocowało nowymi inwestycjami przemysłowymi i infrastrukturalnymi. W 1967 r. przeprowadzono drobną korektę granic z Republiką Federalną Niemiec. Kanton przyjął w 2002 r. nową konstytucję, zastępując poprzednią z 1876 r.

## Podział administracyjny
Kanton dzieli się na 26 gmin (Einwohnergemeinde):
| Nazwa gminy            | Liczba mieszkańców 31 grudnia 2021 | Powierzchnia km² |
| ---------------------- | ---------------------------------- | ---------------- |
| Bargen                 | 330                                | 8,27             |
| Beggingen              | 476                                | 12,58            |
| Beringen               | 5 110                              | 18,68            |
| Buch                   | 307                                | 3,80             |
| Buchberg               | 864                                | 5,86             |
| Büttenhardt            | 431                                | 4,00             |
| Dörflingen             | 1 011                              | 5,82             |
| Gächlingen             | 905                                | 7,13             |
| Hallau                 | 2 307                              | 15,32            |
| Hemishofen             | 468                                | 7,89             |
| Lohn                   | 760                                | 4,87             |
| Löhningen              | 1 577                              | 6,83             |
| Merishausen            | 863                                | 17,56            |
| Neuhausen am Rheinfall | 10 522                             | 8,00             |
| Neunkirch              | 2 436                              | 17,92            |
| Oberhallau             | 446                                | 6,05             |
| Ramsen                 | 1 522                              | 13,50            |
| Rüdlingen              | 803                                | 5,51             |
| Szafuza                | 37 248                             | 41,85            |
| Schleitheim            | 1 714                              | 21,63            |
| Siblingen              | 883                                | 9,42             |
| Stein am Rhein         | 3 587                              | 5,78             |
| Stetten                | 1 428                              | 4,72             |
| Thayngen               | 5 641                              | 19,92            |
| Trasadingen            | 638                                | 4,14             |
| Wilchingen             | 1 718                              | 21,10            |

## Gospodarka
Gospodarka kantonu jest powiązana z gospodarką sąsiedniego kantonu Zurych. Ważnym elementem ekonomii regionu był do 2. poł. XX wieku przemysł ciężki. Obecnie dominują usługi, turystyka. Szafuza jest też drugim co do wielkości producentem wina w niemieckojęzycznej części Szwajcarii. Bezrobocie jest na bardzo niskim poziomie.

## Turystyka

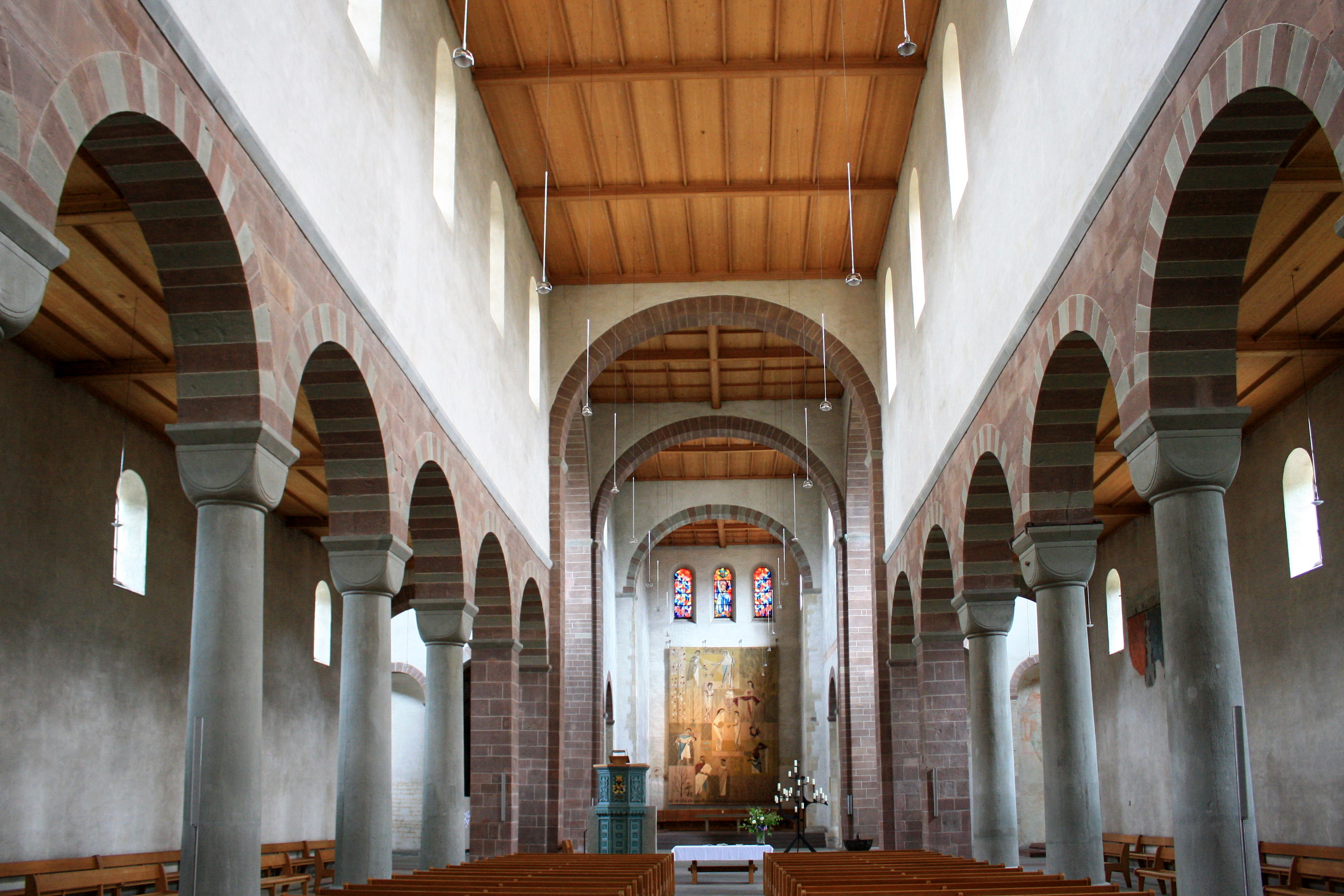
Wnętrze kościoła Wszystkich Świętych (Allerheiligen) w Szafuzie

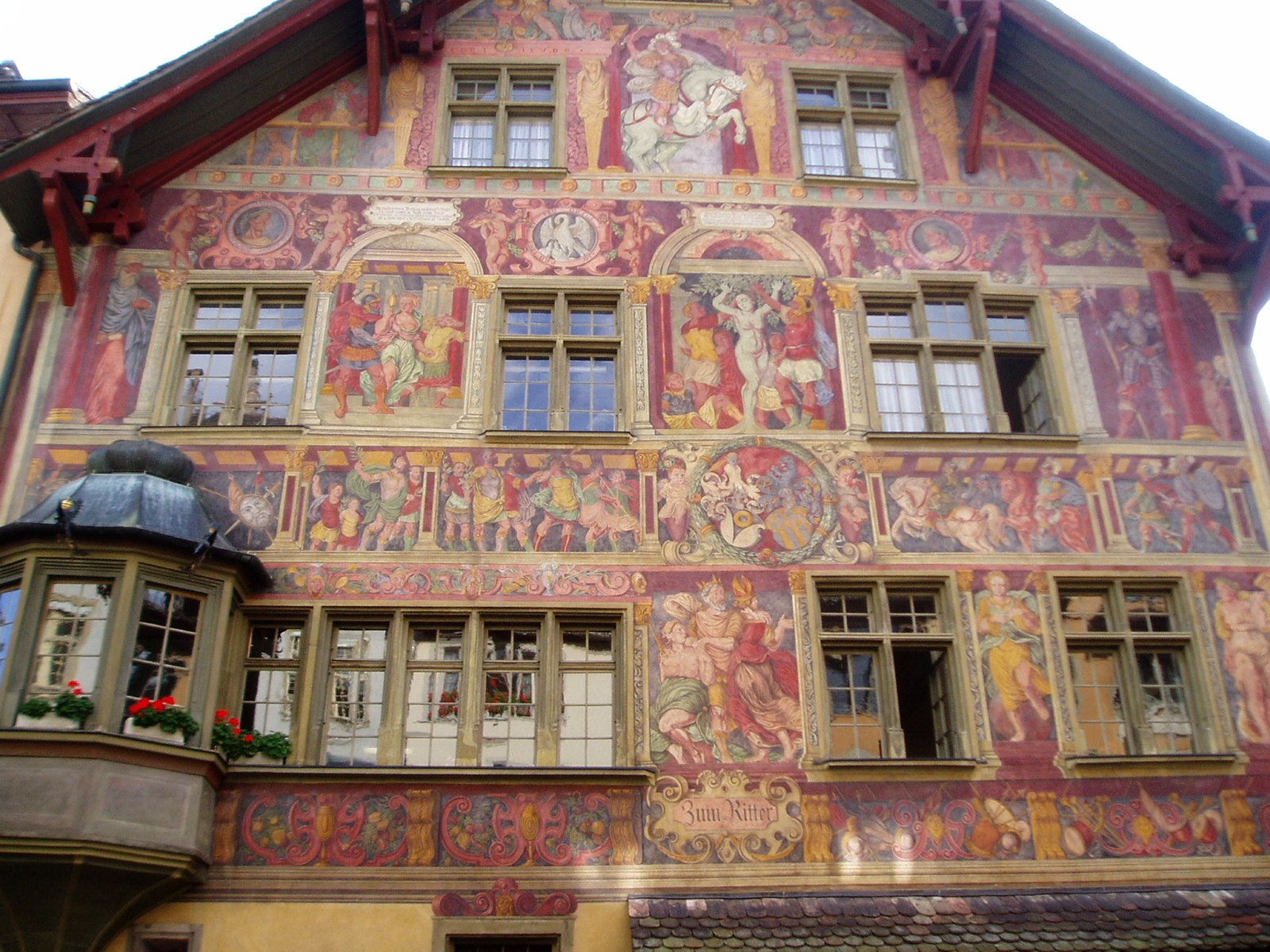
Dom Pod Rycerzem (Zum Ritter) w Szafuzie

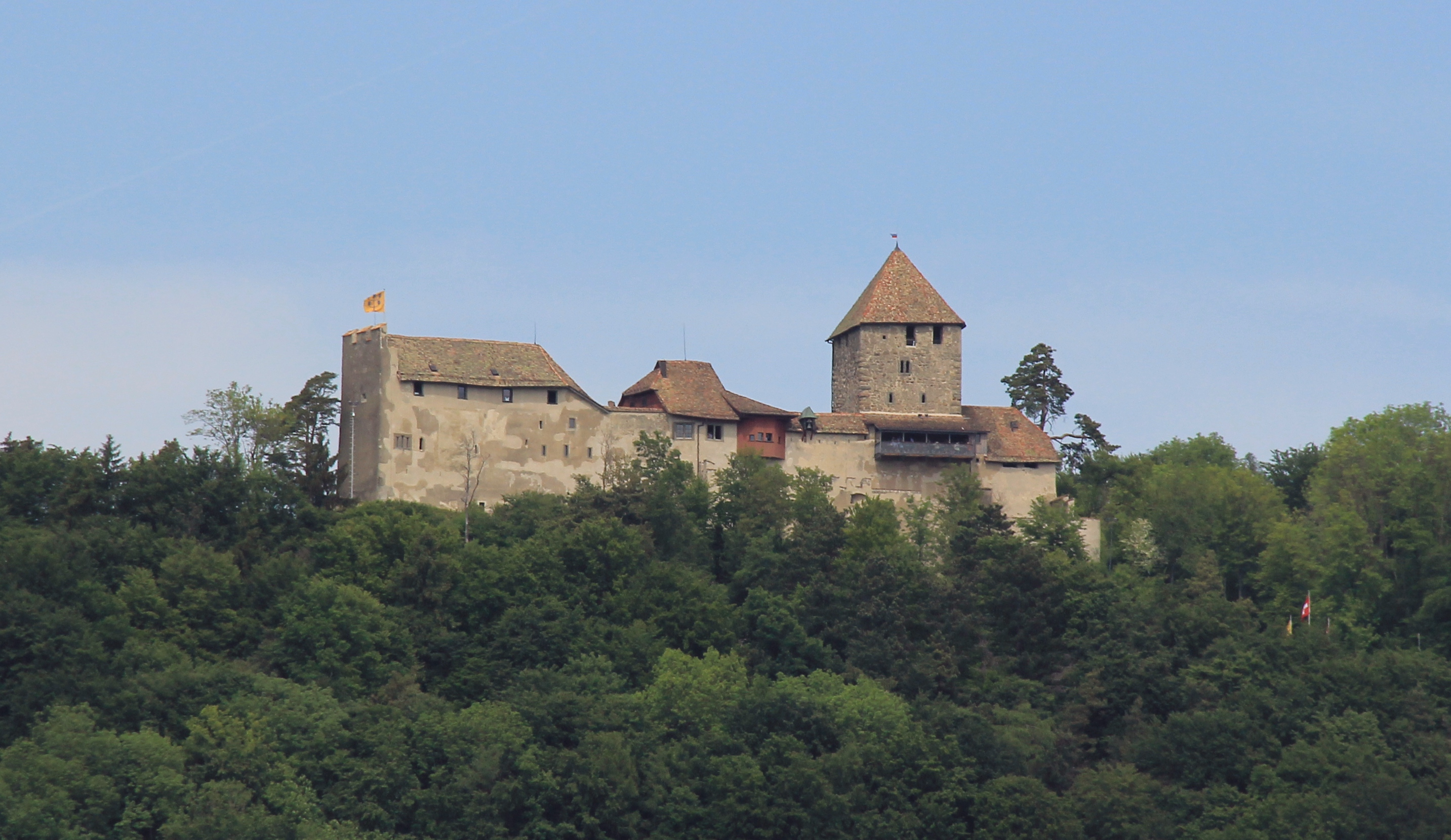
Zamek Hohenklingen w Stein am Rhein

Ważnym składnikiem gospodarki kantonu stanowi turystyka. Do głównych atrakcji należą:
- największy w Europie wodospad Rheinfall
- zalesiony masyw Randen
- jaskinia Kesslerloch w której odkryto ślady bytowania ludności kultury magdaleńskiej
- zabytkowe centrum Szafuzy: liczne domy z wykuszami, średniowieczny ratusz, obwarowania miejskie z cytadelą Munot, XI-wieczny dawny klasztor benedyktyński Wszystkich Świętych (Allerheiligen) w którym znajduje obecnie się muzeum, kościoły, teatr.
- zabytkowe miasteczko Stein am Rhein położone u wypływu Renu z Jeziora Bodeńskiego z dawnym klasztorem św. Jerzego (St. Georgen) i zamkiem Hohenklingen.
- winnice Klettgau
- ruiny rzymskiego Iuliomagus

## Transport
Kanton jest dobrze skomunikowany koleją i drogami zarówno w Szwajcarii, jak i Niemcami. Na dworcu w Szafuzie zatrzymują się międzynarodowe pociągi do Zurychu. Liczne statki pływają regularnie po Renie. Dobrze rozwinięta sieć dróg rowerowych.

## Polityka
Kanton jest zarządzany przez Radę Kantonu liczącą 60 członków wybieranych na czteroletnią kadencję. Obowiązuje system podwójnej większości. Każda decyzja wiążąca się z kosztami powyżej pół miliona CHF podlega obowiązkowemu referendum, a powyżej 100 tys. CHF fakultatywnemu referendum. Jeśli zostanie zebranych 1000 podpisów, każda ustawa musi być także poddana w ciągu 90 dni referendum. Władzę wykonawczą stanowi wybierana co cztery lata przez mieszkańców pięcioosobowa Rada Zarządzająca.